# Liste des résolutions du Conseil de sécurité des Nations unies sur la Sierra Leone
Cet article dresse une liste des résolutions du Conseil de sécurité des Nations unies concernant le Sierra Leone.

## Sierra Leone
En forme longue la république de Sierra Leone, en anglais Republic of Sierra Leone et en langue krio Salone
- Résolution 165 : admission du Sierra Leone aux Nations unies (adoptée le 26 septembre 1961 lors de la 968e séance).
- Résolution 1132 : situation en Sierra Leone
- Résolution 1162 : la situation en Sierra Leone.
- Résolution 1171 : la situation en Sierra Leone.
- Résolution 1181 : la situation en Sierra Leone.
- Résolution 1220 : la situation en Sierra Leone.
- Résolution 1231 : la situation en Sierra Leone.
- Résolution 1244 : la situation en Sierra Leone.
- Résolution 1260 : la situation en Sierra Leone.
- Résolution 1270 : la situation en Sierra Leone.
- Résolution 1289 : situation en Sierra Leone.
- Résolution 1299 : situation en Sierra Leone.
- Résolution 1306 : situation en Sierra Leone.
- Résolution 1313 : situation en Sierra Leone.
- Résolution 1315 : qui établit le Tribunal spécial pour la Sierra Leone.
- Résolution 1317 : situation en Sierra Leone.
- Résolution 1321 : situation en Sierra Leone. (Adoptée à l'unanimité le 20 septembre 2000 et prorogeant le mandat de la Mission des Nations unies en Sierra Leone (MINUSIL) jusqu'au 31 décembre 2000[2])
- Résolution 1334 : situation en Sierra Leone.
- Résolution 1346 : la situation en Sierra Leone.
- Résolution 1370 : la situation en Sierra Leone.
- Résolution 1385 : la situation en Sierra Leone.
- Résolution 1389 : la situation en Sierra Leone.
- Résolution 1400 : la situation en Sierra Leone.
- Résolution 1436 : la situation en Sierra Leone.
- Résolution 1446 : la situation en Sierra Leone.
- Résolution 1470 : la situation en Sierra Leone.
- Résolution 1492 : la situation en Sierra Leone.
- Résolution 1508 : la situation en Sierra Leone.
- Résolution 1537 : la situation en Sierra Leone.
- Résolution 1562 : la situation en Sierra Leone.
- Résolution 1610 : la situation en Sierra Leone.
- Résolution 1620 : la situation en Sierra Leone.
- Résolution 1688 : la situation en Sierra Leone.
- Résolution 1734 : la situation en Sierra Leone.
- Résolution 1793 : la situation au Sierra Leone.
- Résolution 1829 : la situation en Sierra Leone.
- Résolution 1886 : la situation en Sierra Leone.
- Résolution 1940 : la situation en Sierra Leone (adoptée le 29 septembre 2010).
- Résolution 1941 : la situation en Sierra Leone (adoptée le 29 septembre 2010).
- Résolution 2005 : la situation en Sierra Leone (adoptée le 14 septembre 2011).
- Résolution 2065 : la situation en Sierra Leone (adoptée le 12 septembre 2012 lors de la 6831e séance).
- Résolution 2097 : la situation en Sierra Leone (adoptée le 26 mars 2013 lors de la 6942e séance).
- Résolution 2177 : paix et sécurité en Afrique (adoptée le 18 septembre 2014 lors de la 7268e séance).